# Ambassade des États-Unis en Algérie

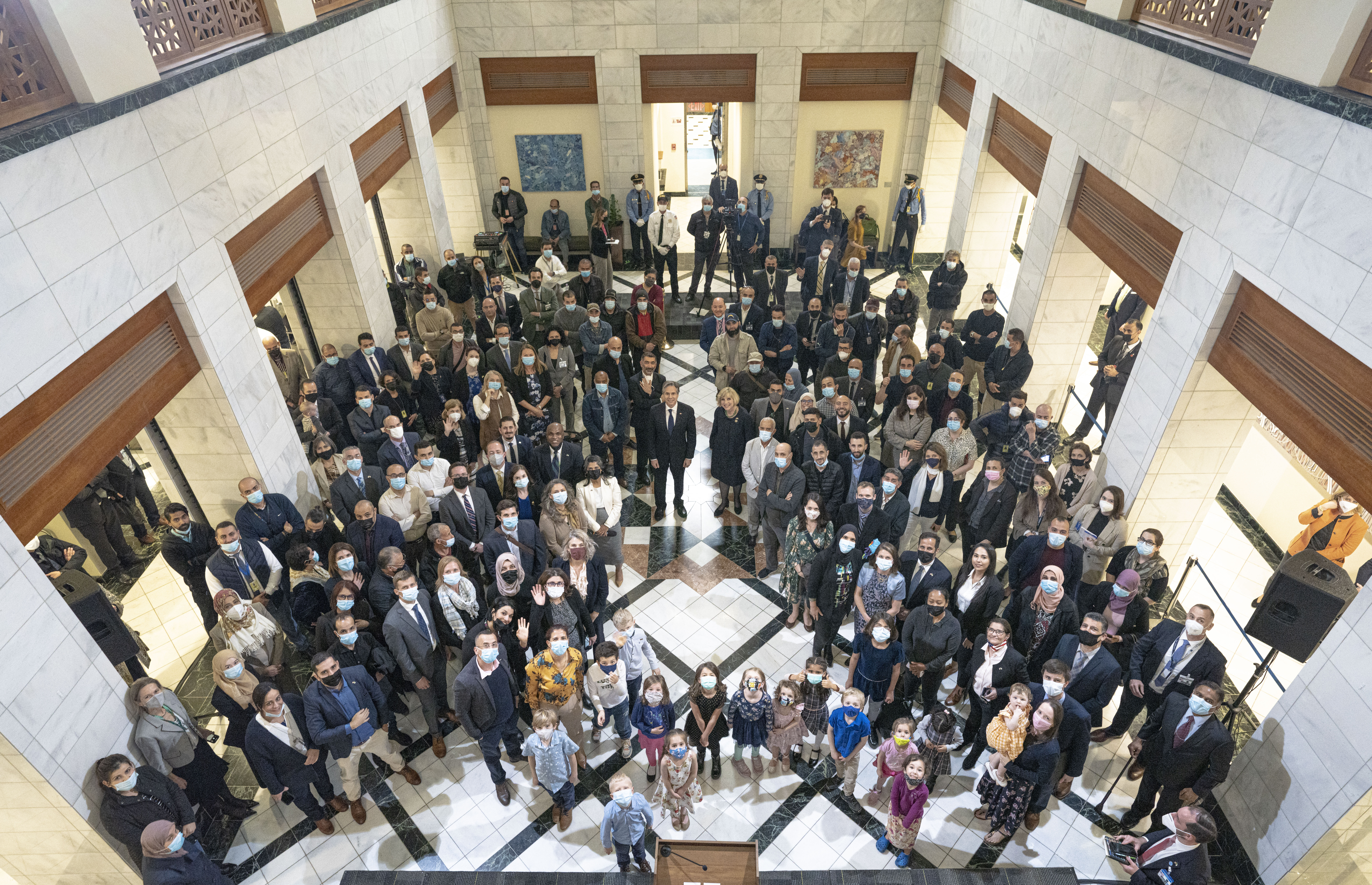
Le secrétaire d'État américain Antony J. Blinken rencontre employés et familles de l'ambassade américaine d'Alger en 2022.

L'ambassade des États-Unis en Algérie est la représentation diplomatique des États-Unis d'Amérique en Algérie. Elle est située dans la wilaya d'Alger à El Mouradia, dans le chemin Cheikh Bachir El Ibrahimi (ex-chemin Beaurepaire) qui mène à El Biar.

## Histoire
Les relations diplomatiques commencent en juillet 1962 avec l'indépendance de l'Algérie. Elles sont suspendues en juin 1967 à la suite de la guerre des Six Jours et rétablies en novembre 1974. Pendant cette période, une section des intérêts américains est maintenue au sein de l'ambassade de Suisse en Algérie.

## Bâtiment
La Villa Montfeld est achetée le 13 juin 1947 par le gouvernement des États-Unis. Elle devient consulat général, puis ambassade après la reconnaissance officielle de l'Algérie par les États-Unis le 29 septembre 1962.

## Ambassadeurs des États-Unis  en Algérie
| Période     | Ambassadeur,                | Années de vie | Remarques                                  |
| ----------- | --------------------------- | ------------- | ------------------------------------------ |
| 1962 - 1965 | William J. Porter           | 1914—1988     | Chargé d'affaires puis ambassadeur         |
| 1965 - 1967 | John D. Jernegan            | 1911—1980     |                                            |
| 1967 - 1969 | Lewis Hoffacker             | 1923—2013     | Chef de la section des intérêts américains |
| 1969 - 1974 | William L. Eagleton, Jr     | 1926—2011     | Chef de la section des intérêts américains |
| 1974 - 1977 | Richard B. Parker           | 1923—2011     |                                            |
| 1977 - 1981 | Ulric St. Clair Haynes, Jr. | 1931—2020     |                                            |
| 1981 - 1985 | Michael H. Newlin           | 1926-2021     |                                            |
| 1985 - 1988 | L. Craig Johnstone          | né en 1942    |                                            |
| 1988 - 1991 | Christopher W.S. Ross       | né en 1943    |                                            |
| 1991 - 1994 | Mary Ann Casey              | née en 1949   |                                            |
| 1994 - 1997 | Ronald E. Neumann           | né en 1944    |                                            |
| 1997 - 2000 | Cameron R. Hume             | né en 1947    |                                            |
| 2000 - 2003 | Janet A. Sanderson          | née en 1955   |                                            |
| 2003 - 2006 | Richard W. Erdman           | né en 1945    |                                            |
| 2006 - 2008 | Robert Stephen Ford         | né en 1958    |                                            |
| 2008 - 2011 | David D. Pearce             | né en 1950    |                                            |
| 2011 - 2014 | Henry S. Ensher             | né en 1959    |                                            |
| 2014 - 2017 | Joan A. Polaschik           | née en 1969   |                                            |
| 2017 - 2021 | John Desrocher              | né en 1964    |                                            |
| depuis 2022 | Elizabeth Moore Aubin       |               |                                            |